# Brevipalpus formosus
Brevipalpus formosus är en spindeldjursart som beskrevs av De Leon 1960. Brevipalpus formosus ingår i släktet Brevipalpus och familjen Tenuipalpidae. Inga underarter finns listade.